# Metro w Baltimore

Schemat linii

Metro w Baltimore (ang. Metro Subway lub Baltimore Metro) - szybka kolej miejska (metro) w mieście Baltimore w stanie Maryland w Stanach Zjednoczonych. Składa się z jednej linii o długości 24,5 km, liczącej 14 stacji. Znaczna część trasy biegnie na powierzchni ziemi lub wręcz na wiaduktach - tunele podziemne stanowią mniej niż połowę długości linii. Prace przygotowawcze do budowy linii rozpoczęły się w roku 1966, otwarcie pierwszego odcinka nastąpiło w 1983, a ostatnia jak dotąd część linii weszła do eksploatacji w 1994 roku. Właścicielem i operatorem linii jest Departament Transportu stanu Maryland, za pośrednictwem swojej agendy Maryland Transit Administration, odpowiadającej za organizację całej sieci transportu zbiorowego na terenie stanu. 
Linia obsługiwana jest przez 100 samobieżnych wagonów elektrycznych firmy Budd, pobierających prąd z trzeciej szyny, które mogą być dowolnie zestawiane w składy o różnej długości. W praktyce na linii pracują jednocześnie maksymalnie 54 wagony. Identyczne jednostki są wykorzystywane również przez metro w Miami - oba miasta złożyły wspólne zamówienie u producenta, aby móc uzyskać w negocjacjach lepsze warunki.
Według stanu na marzec 2011, nie jest planowana rozbudowa metra. Zamiast tego w Baltimore funkcjonują jeszcze trzy linie szybkiego tramwaju oraz trzy linie kolei regionalnej, umożliwiające dojazd do miasta mieszkańcom innych miejscowości na terenie stanu. Komunikację na terenie miasta zapewniają też liczne linie autobusowe.

## Galeria

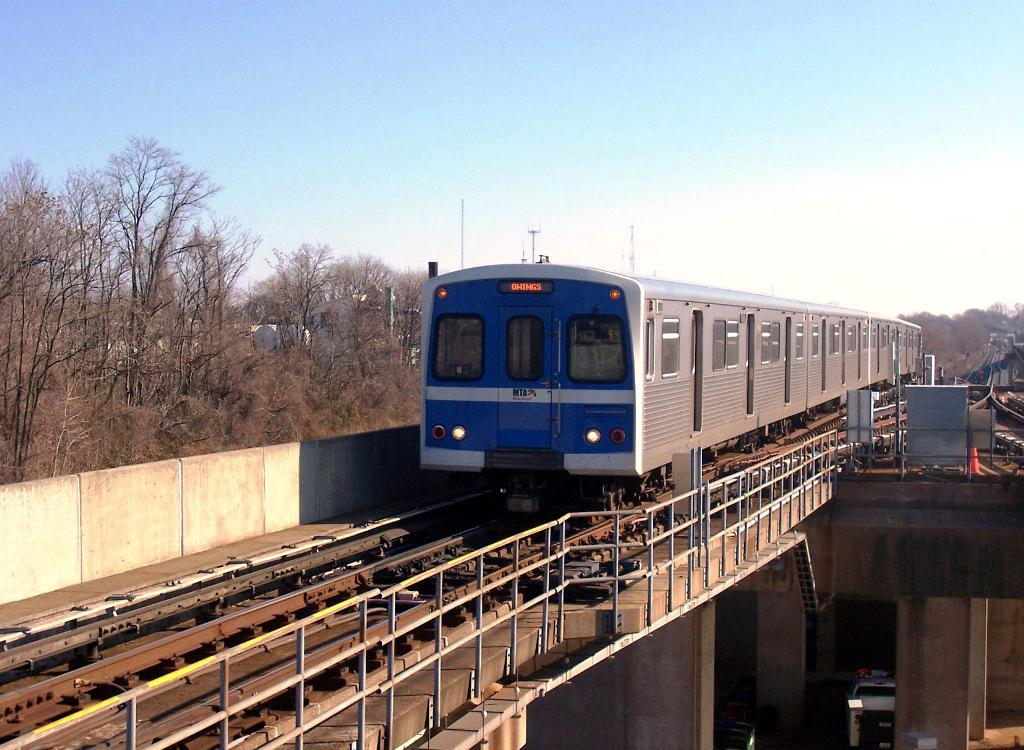
Pociąg jadący po wiadukcie
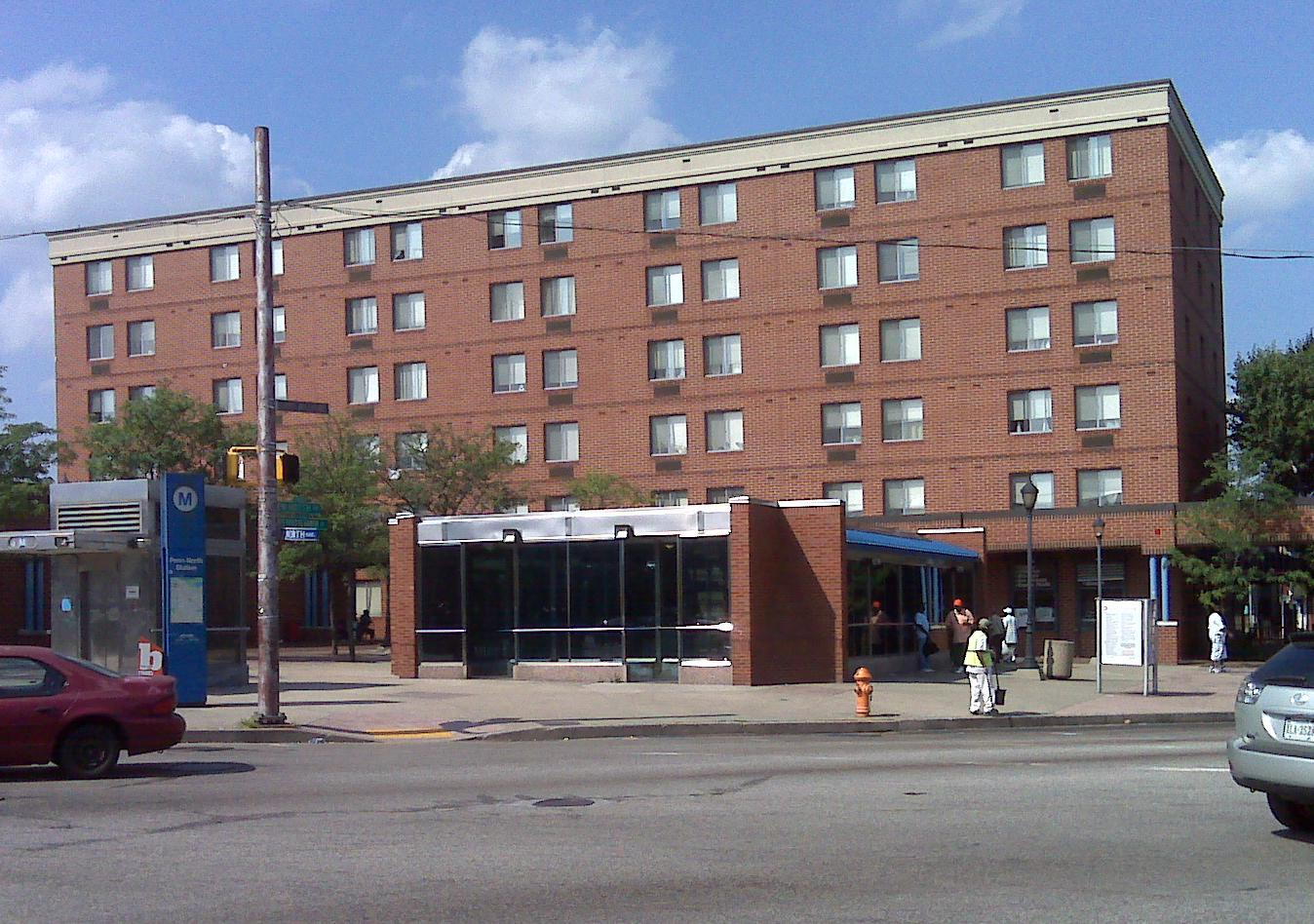
Wejście na stację Penn North
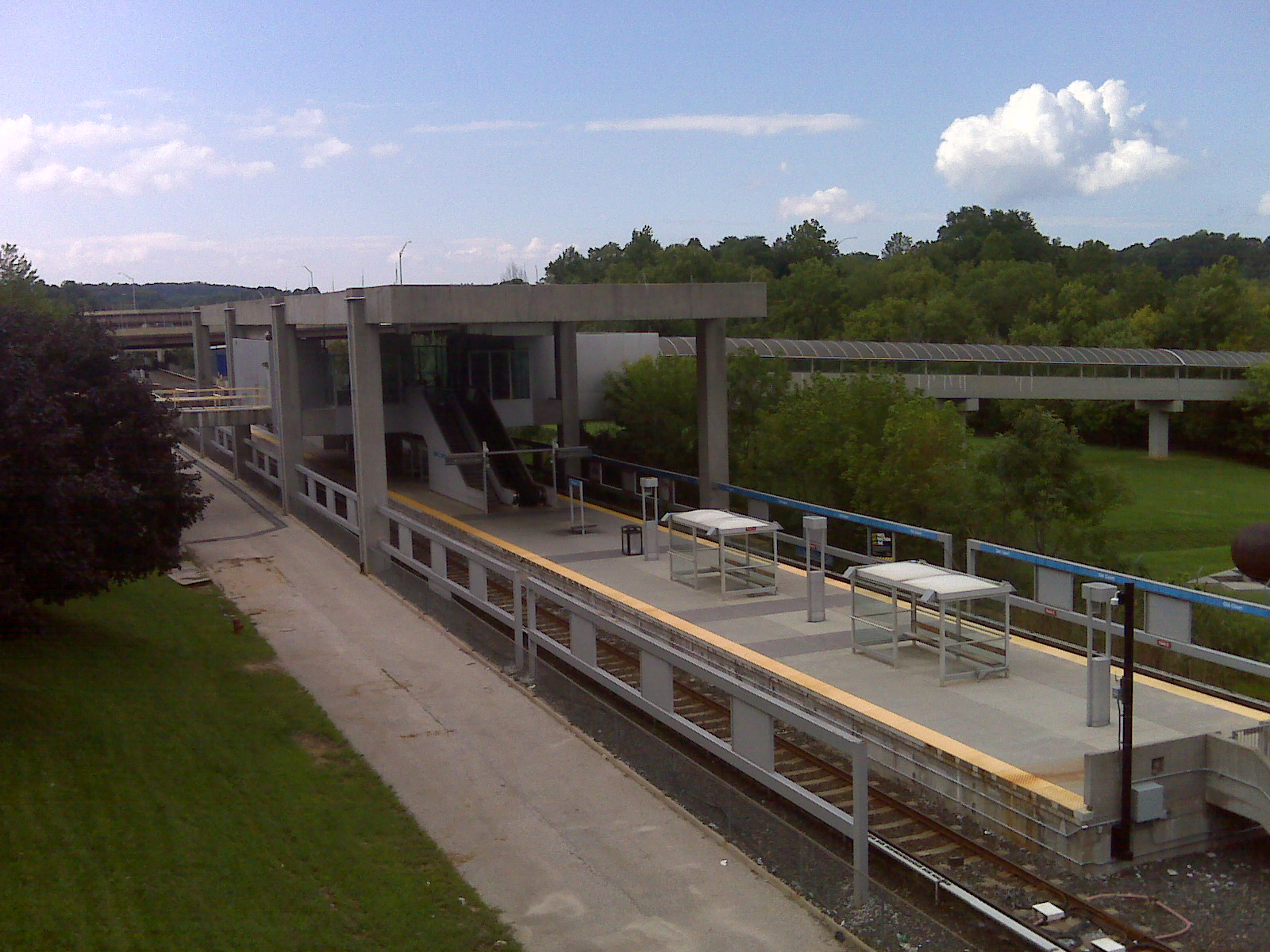
Perony naziemnej stacji Old Court
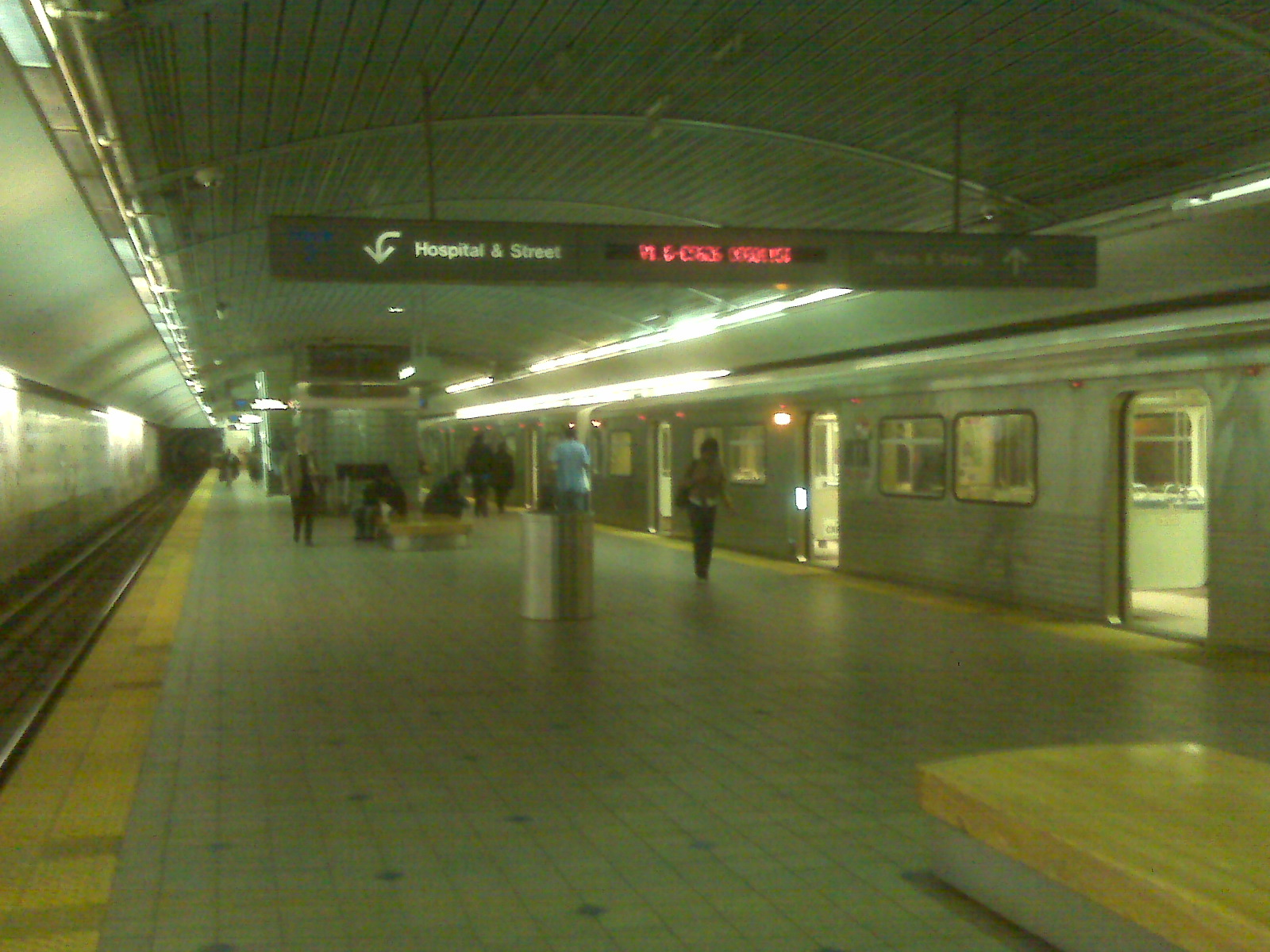
Peron podziemnej stacji Johns Hopkins Hospital
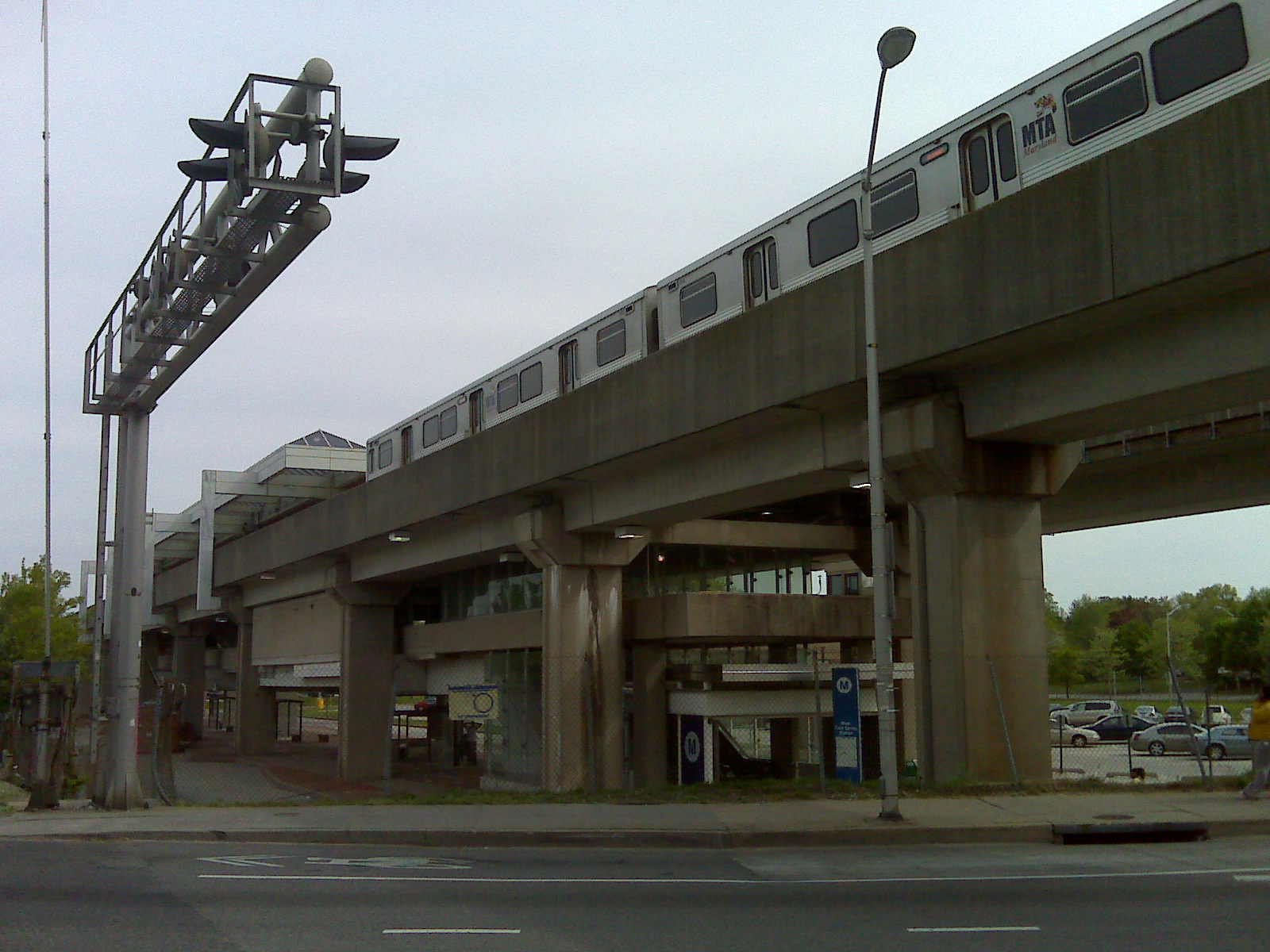
Stacja West Coldspring, zlokalizowana na wiadukcie